# طرخشقون مثلث الفلقات
طرخشقون مثلث الفلقات (باللاتينية: Taraxacum trigonolobum) هو نوع نباتي يتبع جنس الطرخشقون من القبيلة الشيكورية.